# 今林萌
今林 萌（いまばやし はじめ、1999年8月17日 - ）は、日本のプロバスケットボール選手。福岡県出身。ポジションはポイントガード・シューティングガード。
B3リーグ・香川ファイブアローズ所属。

## 来歴
福岡県立宗像高校から福岡大学に進み、4年間全てでインカレに進出・プレイした。

### プロ入り後
大学4年在学中の2022年3月、B.LEAGUE B2の佐賀バルーナーズに、特別指定選手として加入した。2022年4月20日の奈良戦で初出場し、このシーズンはB2で3試合に出場した。
2022年7月、B3リーグの豊田合成スコーピオンズに移籍。2022-23シーズン全52試合及びプレーオフに全試合出場を果たした。
2023年6月、B3の東京ユナイテッドバスケットボールクラブへ移籍した。2023-24シーズンもレギュラー・プレーオフに全試合出場。
2025年5月、B3の香川ファイブアローズへ移籍した。

## 個人成績
| シーズン   | チーム   | GP | GS | MPG   | FG%   | 3P%   | FT%   | RPG | APG | SPG | BPG | TO  | PPG  |
| ---------- | -------- | -- | -- | ----- | ----- | ----- | ----- | --- | --- | --- | --- | --- | ---- |
| B2 2021-22 | 佐賀     | 3  | 0  | 8:39  | 55.6% | 40.0% |       | 0.7 | 0.3 | 0   | 0   | 2.0 | 4.0  |
| B3 2022-23 | 豊田合成 | 52 | 41 | 26:51 | 49.6% | 33.3% | 64.3% | 3.0 | 2.5 | 0.8 | 0.3 | 1.4 | 8.6  |
| B3 2023-24 | 東京U    | 50 | 7  | 24:12 | 47.9% | 33.3% | 68.8% | 2.5 | 1.5 | 0.8 | 0.3 | 1.4 | 10.9 |
| B3 2024-25 | 東京U    | 52 | 0  | 21:33 | 44.8% | 32.9% | 70.8% | 3.0 | 2.8 | 1.7 | 0.1 | 1.4 | 11.5 |